# Курумоч (станция, Самарская область)
Куру́моч —  населённый пункт (тип: железнодорожная станция) в Волжском районе Самарской области России. Входит в состав сельского поселения Курумоч.

## География
Находится вблизи юго-восточной окраины села Курумоч.

## История
Развитие станция получила в 1950 годы, во время строительства Куйбышевской ГЭС.

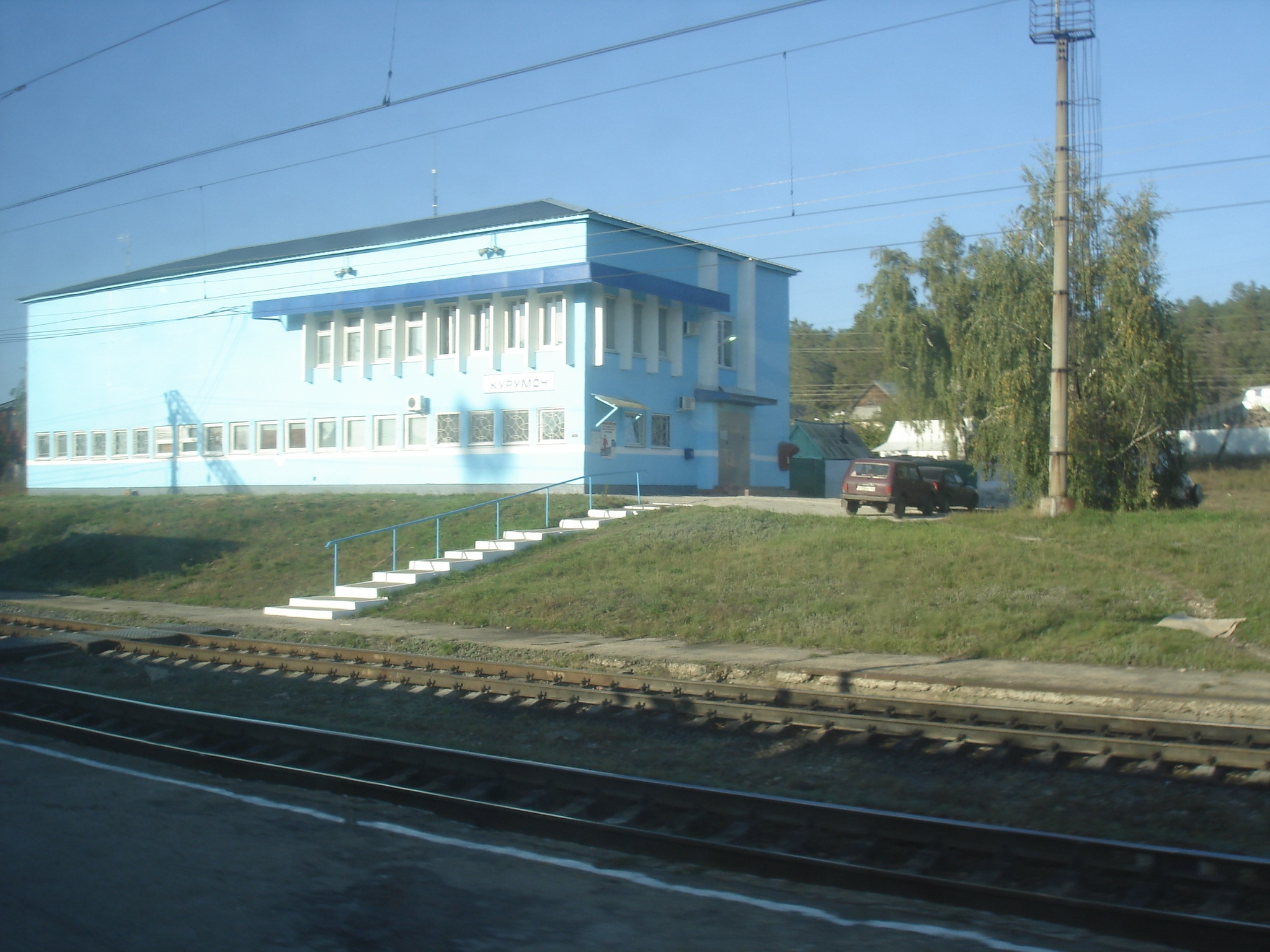
Здание станции

В 1980-х годах станция была конечным пунктом назначения для зимних поездок (маршрут выходного дня из Самары) электропоездов «Метелица», «Турист» и «Здоровье» и пассажирского поезда «Снежинка» (поезда ЗДОРОВЬЯ).

## Население
| 2010 |
| ---- |
| 116  |

## Инфраструктура
Путевое хозяйство Куйбышевской железной дороги. 

## Транспорт
Развит автомобильный и железнодорожный транспорт. Проходит кольцевая железная дорога «Самара—Жигулёвское море—Жигулёвск—Сызрань—Самара», автодорога 36К-381 Волжский — Курумоч — М5
Вблизи расположен международный аэропорт «Курумоч».